# Painted-sivatag

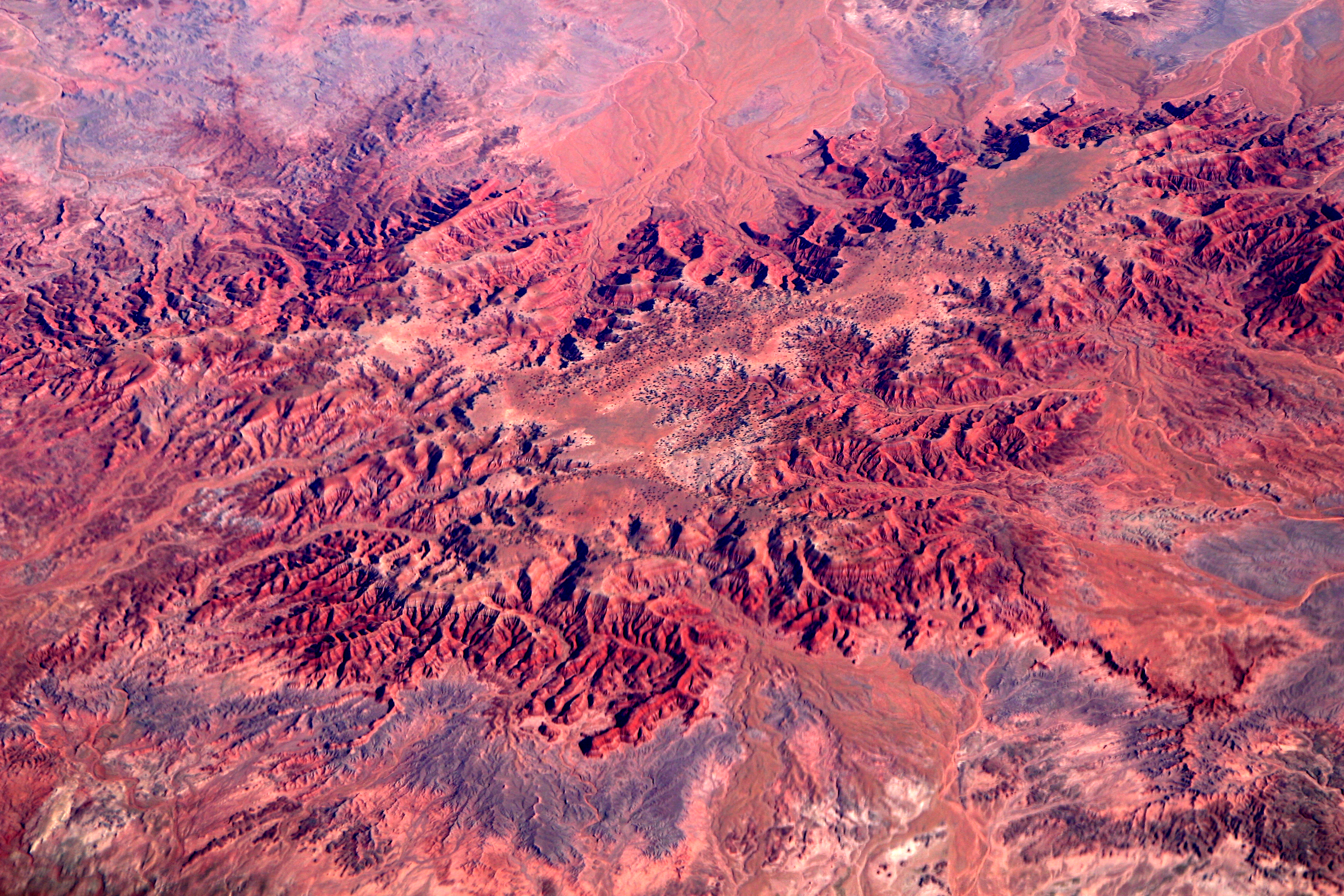
Painted-sivatag

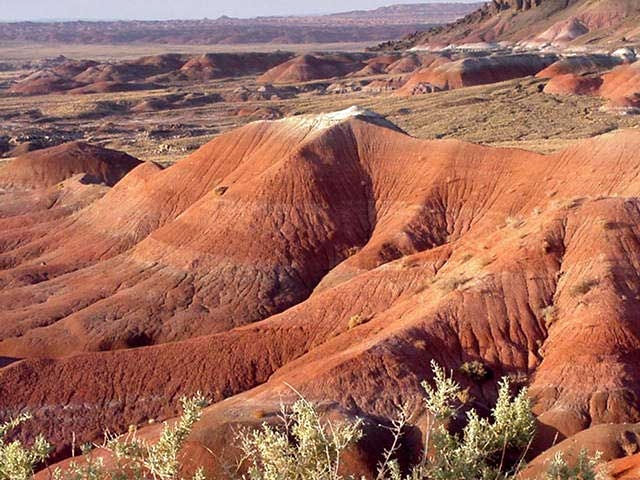
Painted-sivatag

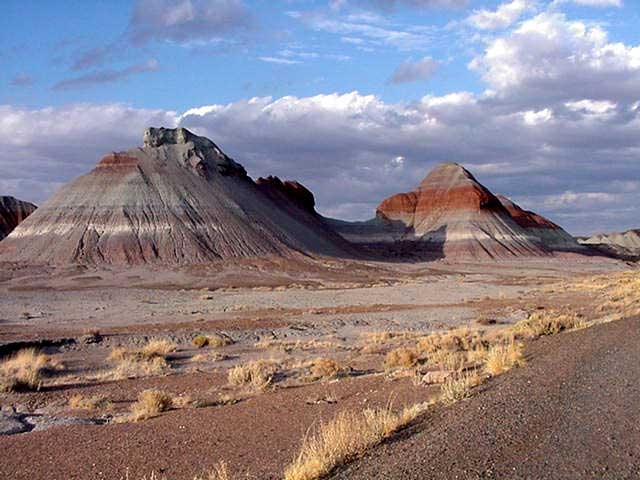
Painted-sivatag

A Painted-sivatag badland-sivatag a Colorado-fennsíkon, az Amerikai Egyesült Államok Arizona államának északi részén a Négysarok régióban, nagyrészt a Navajo Nation (korábbi nevén: Navahó Indián Rezervátum) területén. A sivatag a Colorado-fennsík egy ív alakú mélyedésében található, azaz minden oldalról a fennsík kisebb részfennsíkjai, vagy azokról az erózió által leszakított mezák és butték határolják.

## Fekvése
A sivatag kiterjedésére vonatkozóan többféle értelmezés is létezik. A legszűkebb értelemben a Grand Canyon Nemzeti Park keleti határától a Little Colorado folyó jobb partja mentén egészen a Petrified Forest Nemzeti Parkig, a valamivel tágabb értelmezés szerint innen a Puerco folyó jobb partja mentén még egészen a Defiance-fennsík lábáig húzódik a sivatag. Végül a legtágabban értelmezve a sivataghoz tartozónak veszik még a fentieken kívül azt a száraz területet is, ami a Little Colorado folyó jobb oldalára esik, s ami délkeleti irányban megközelítőleg St. Johns településig tart.
A legtágabb értelmezést véve a sivatag határai az alábbiak szerint vonható meg: északnyugati elvégződésénél kelet felől a Kaibito-fennsík délnyugati peremét képező Echo Cliffs, majd Tuba Citytől délre a Moenkopi-fennsík pereme határolja, nyugat felől pedig a Little Colorado folyó szurdoka. Cameron településtől délre a fokozatosan kiszélesedő sivatagos terület nyugati, délnyugati és déli határa a Colorado-fennsík legdélibb részfennsíkját képező Mogollon-fennsík északi vége, amely mentén a Little Colorado folyik, északi, északkeleti határa pedig a Colorado-fennsík egy északibb részfennsíkjának déli pereme, melyet mezák és butték gazdagon kísérnek. Holbrook városától keletre, délkeletre a sivatag területe még szélesebbé válik.
Habár autóutak is átszelik a vidéket, a sivatag nagy része csak gyalogosan vagy földúton érhető el.

## Éghajlata
A Mogollon-fennsík, illetve déli peremének (Mogollon-perem) éghajlatválasztó hatása miatt a Painted-sivatag éghajlata mérsékelt övezeti sivatagi, a Köppen-féle éghajlat-osztályozás szerint pedig a BWk (hideg sivatagi éghajlat) kategóriába tartozik: forró, száraz nyarak és hideg, hómentes telek jellemzik. Észak-Arizonában itt a legkevesebb az évi csapadékmennyiség, és a sivatag sok pontján még a Phoenixben mért értékeknél is kevesebb csapadék hullik.

## Geológiája
A sivatag területén a késő triász korban keletkezett, s a Chinle Formációba sorolt kőzetek találhatók a felszínen, melyek jellegzetes lepusztulásával alakult ki, s alakul jelenleg is a táj badland arculata. A szél, a víz és a gravitáció eróziós és üledék-áthalmozó munkája révén a kőzetrétegek újabb és újabb részletei tárulnak fel, melyekből már eddig is számos fosszília került elő: például növényi és állati maradványok, dinoszaurusz-lábnyomok. A mezák tetejét az erózióval szemben ellenállóbb, vékony, tavi mészkő rétegek és lávapadok alkotják. A formáció finomszemcsés, könnyebben erodálódó iszapkő, agyagkő és agyagpala rétegei nagy mennyiségben tartalmaznak vas- és mangánvegyületeket, melyek színgazdagságukkal festik változatos színűre a vidéket. A sivatag délkeleti részén a Petrified Forest Nemzeti Park területén késő triász kori, toboztermő fák alkotta erdő maradványai tárulnak fel megkövesedett fatörzsek képében. Az egykori fák gyors betemetődésüknek és kovával való átitatódásuknak köszönhetően alakulhattak növényi maradványokká. A kova forrása a Chinle Formációban előforduló savanyú vulkáni tufarétegek SiO2-tartalma, mely földtani folyamatok hatására mobilizálódott, s vándorolt el eredeti helyéről.

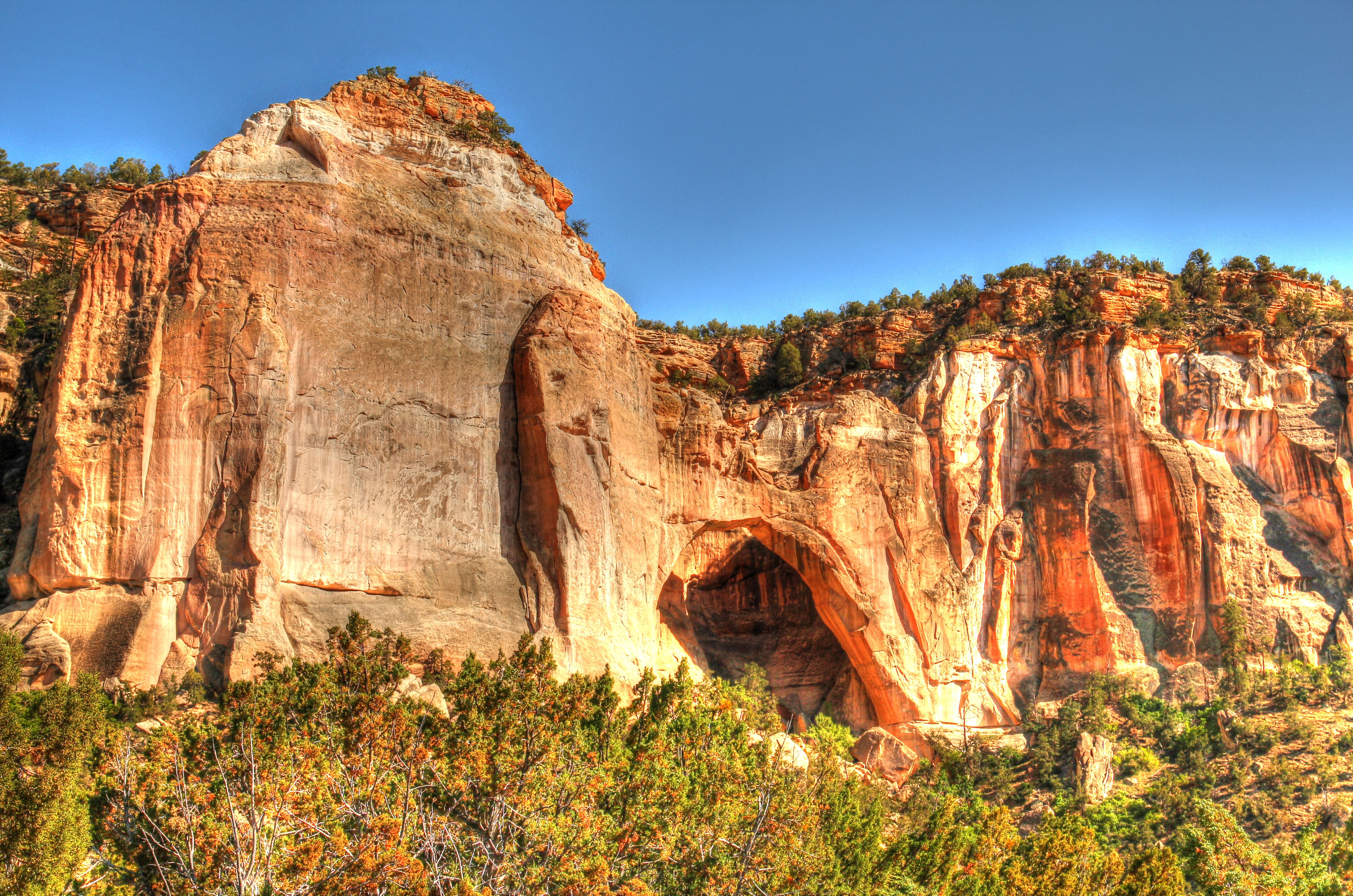
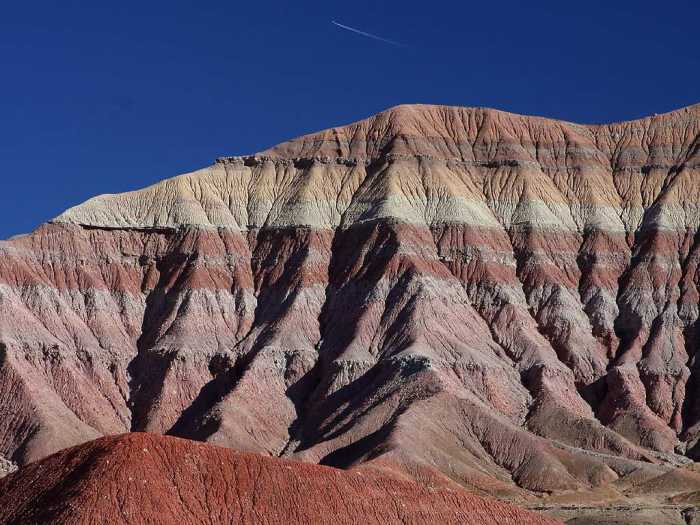
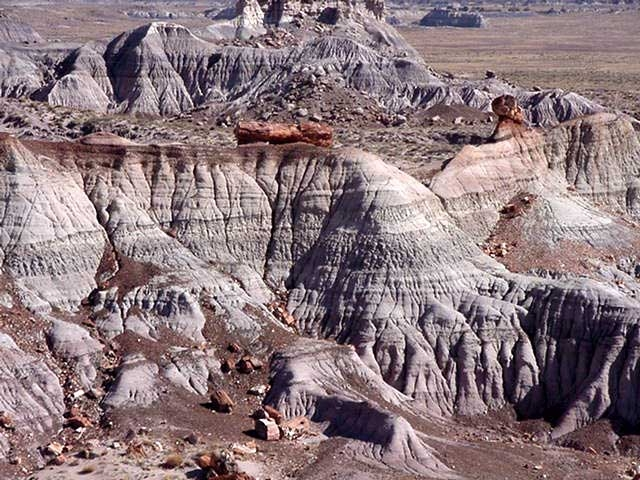
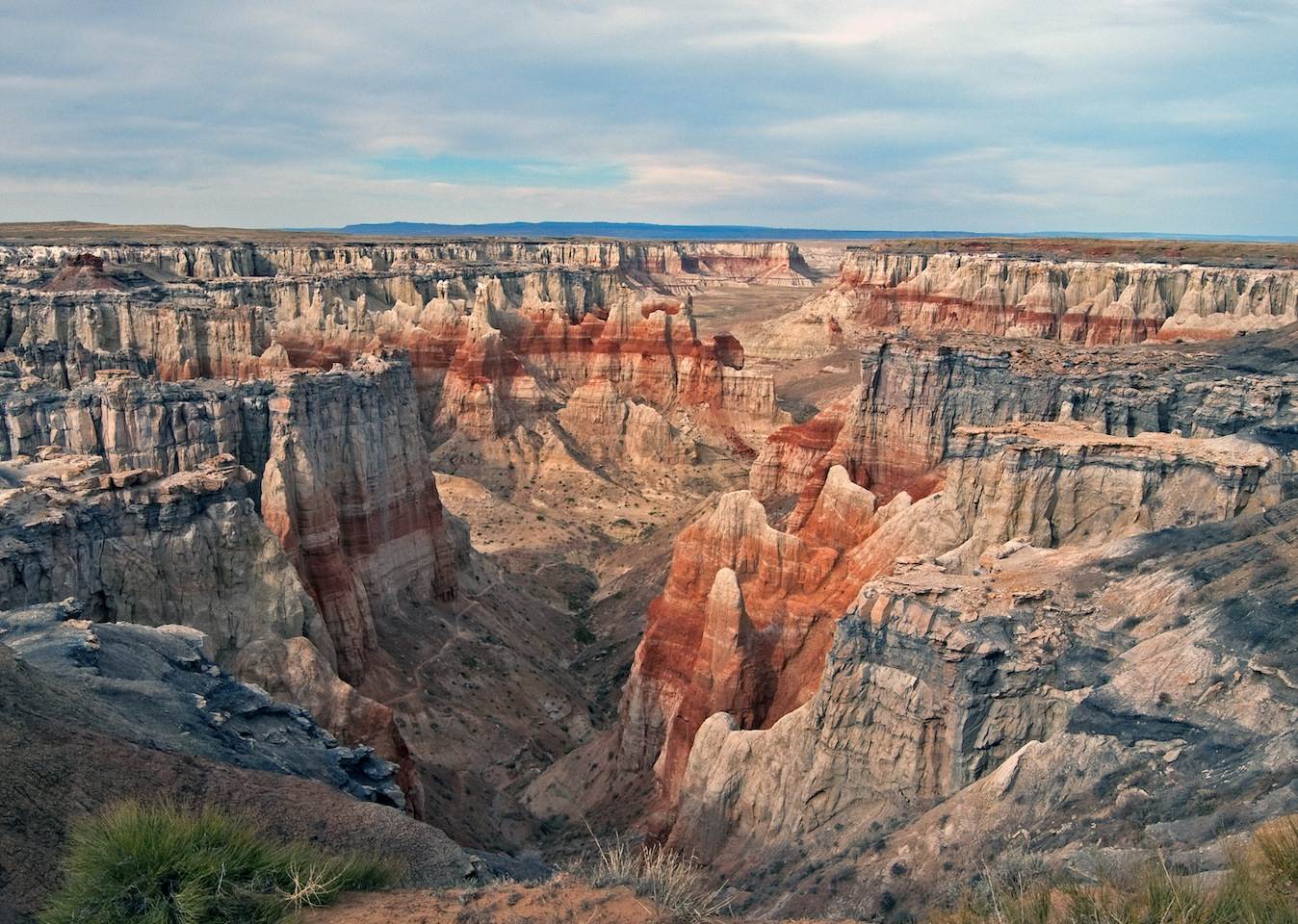

## Fordítás
Ez a szócikk részben vagy egészben  a   Painted Desert (Arizona) című angol Wikipédia-szócikk ezen változatának fordításán alapul.  Az eredeti cikk szerkesztőit annak laptörténete sorolja fel. Ez a jelzés csupán a megfogalmazás eredetét és a szerzői jogokat jelzi, nem szolgál a cikkben szereplő információk forrásmegjelöléseként.